# Почаївська лавра з заходу
Почаївська Лавра з заходу — картина 1846 року роботи Тараса Шевченка. Зображає Почаївську лавру із заходу.
Виконана на папері з параметрами 28,2 × 37,8 аквареллю. Зліва вгорі ледве помітний напис синім олівцем: 5. Справа внизу стертий підпис автора.
Попередні місця збереження:
- Музей української старовини В. В. Тарновського в Чернігові — № 154,
- Чернігівський обласний історичний музей,
- Галерея картин Т. Г. Шевченка у Харкові.

1929 p. експонувався на виставці творів Тараса Шевченка у Чернігові.